# Camilla Adami
Pour les articles homonymes, voir Adami.
Camilla Adami, née Cantoni Mamiani della Rovere le 20 janvier 1939 à Milan (Italie) et morte le 13 mai 2023,,, est une peintre italienne, vivant et travaillant en Italie et en France.

## Biographie
Camilla Adami née le 20 janvier 1939 à Milan (Italie),  est diplômée de l'Académie des beaux-arts de Brera, à Milan. En 1962, elle épouse le peintre Valerio Adami, et ils s'installent à Arona, au bord du Lac Majeur. Cinq ans plus tard, elle le suit en France, interrompt pendant plusieurs années la peinture, et travaille dans la réalisation de décor de théâtre, notamment pour le Festival de Carpentras, puis pour FR3.
Elle se remet à la peinture dans les années 1980 et choisit le figuratif et le grand format. Elle utilise tout d'abord la mine de plomb, pour des portraits, le fusain, puis la peinture à l'huile et à l'acrylique.

## Accueil critique
Camilla Adami a exposé notamment à la Villa Tamaris à La Seyne-sur-Mer, en Italie, au Mexique, en Chine, en Espagne, en Norvège, et dans diverses galeries et lieux d'expositions français. Elle a également exposé avec son époux, le peintre Valerio Adami, à la Maison Elsa Triolet et Aragon.
Jacques Derrida, Michel Onfray, Jacques Dupin, Avital Ronell et d'autres écrivains ont écrit sur son œuvre. Michel Onfray a évoqué le chamanisme de cette artiste, Jacques Derrida son entêtement et son caractère non-domesticable,. Roxana Azimi, dans le journal Le Monde, a noté, à propos de son exposition de 2004 à La Seyne-sur-Mer : « Camilla Adami, qui a pris ses distances avec la figuration narrative de son mari, Valerio Adami, présente des portraits à fleur de peau en mars à la Villa Tamaris. ». Hejer Charf, en 2012, écrit sur son exposition de corps, Vertige : « Dessinés dans un atelier au cœur d’un Paris branché, ces corps ont une contenance souterraine, en rupture brutale avec une esthétisation soumise aux diktats de l’air du temps. ».

## Principales expositions personnelles
- Galleria del Naviglio, Milan, 1983.
- Vertiges et Contaminations, Mexico, 1992, puis Paris en 1994 à la galerie Kiron.
- Galerie Maya Tsoclis, Athènes, 1995.
- Musée d'Art Contemporain, Palais Almudi, Murcie (Espagne), 1995.
- Les Peurs, Mole Antonelliana, Ancone (Italie), 1999.
- Drag Queens, Shanghai puis Sienne, 1999.
- Palazzo delle Stelline, Milan, 2001.
- Camilla Adami: l'ange déchu, Villa Tamaris, La Seyne-sur-Mer, 2004.
- Retroscena, Salle Olympe de Gouges, Paris (11e), 2006.
- Avec Valerio Adami, Maison de Elsa Triolet et Aragon, Saint-Arnoult-en-Yvelines, 2008.
- Avec Valerio Adami, Società Promotrice, Turin, 2009.
- Rituels Magiques, galerie Popy Arvani, Paris, 2009.
- Galerie Zola / Cité du Livre, Aix-en-Provence, 2011.
- Re-Portraits, galerie Popy Arvani, Paris, 2012.

### Liens extxernes
- (it) Site officiel
- Ressources relatives aux beaux-arts :   - Delarge
  - MutualArt
- Notice dans un dictionnaire ou une encyclopédie généraliste :   - Dictionnaire universel des créatrices
- Notices d'autorité :   - VIAF
  - ISNI
  - BnF (données)
  - IdRef
  - LCCN
  - GND
  - WorldCat